# 原大鼻龍屬
原大鼻龍屬（屬名：Protocaptorhinus）是種早期、原始爬行動物，屬於大鼻龍科。
正模標本（編號MCZ 1478）是一個部份頭顱骨，發現於美國德州的Petrolia組地層，地質年代屬於二疊紀早期。在1973年，這化石被敘述、命名。模式種是普氏原大鼻龍（P. pricei），屬名意為「原始的大鼻龍」，種名是以古生物學家Llewellyn Ivor Price為名。